# Йода, Карим
Абду́л Кари́м Йода́ (фр. Abdoul Karim Yoda, род. 25 октября 1988, Анмас, Франция) — полузащитник клуба «Аль-Хазм».

## Биография
Карим Йода родился 25 октября 1988 года в городе Анмас, что на востоке Франции. В 2000 году присоединился к молодёжной команде швейцарськогого «Серветта». Во взрослом футболе дебютировал в 2006 году выступлениями за эту команду, в которой провёл три сезона, приняв участие в 54 матчах чемпионата и забив 4 гола.
С 2009 по 2014 год играл в составе команд клубов «Сьон» и «Астра» (Джурджу), к последней присоединился 2 сентября 2013 года, подписав 3-летний контракт. За румынскую команду сыграл 21 матч, отметившись 2 голами.
Своей игрой за «Астру» привлек внимание представителей тренерского штаба клуба «Хетафе», к составу которого присоединился 14 июля 2014 года, подписав двухлетний контракт. Первый матч за свою новую команду сыграл 25 сентября против «Эспаньола», где «синие» проиграли со счетом 0:2. Сыграл за клуб из Хетафе следующие три сезона своей игровой карьеры.
В 2017 году, на правах аренды, защищал цвета «Альмерии», за которую провёл всего 3 матча чемпионата. К составу клуба «Реус Депортиу», на правах аренды, присоединился через полгода и сыграл за клуб из Реуса 22 матча в национальном чемпионате.
14 февраля 2019 года присоединился к составу украинского клуба «Карпаты» (Львов), подписав контракт на 2,5 года.

## Достижения
«Сьон»
- Кубок Швейцарии: 2010/11

«Астра» (Джурджу)
- Кубок Румынии: 2013/14